# Hyanglung
Hyanglung (nep. ह्याङ्लू) – gaun wikas samiti w zachodniej części Nepalu w strefie Karnali w dystrykcie Mugu. Według nepalskiego spisu powszechnego z 2011 roku liczył on 338 gospodarstw domowych i 2067 mieszkańców (1029 kobiet i 1038 mężczyzn).